# Никарагуанское сопротивление

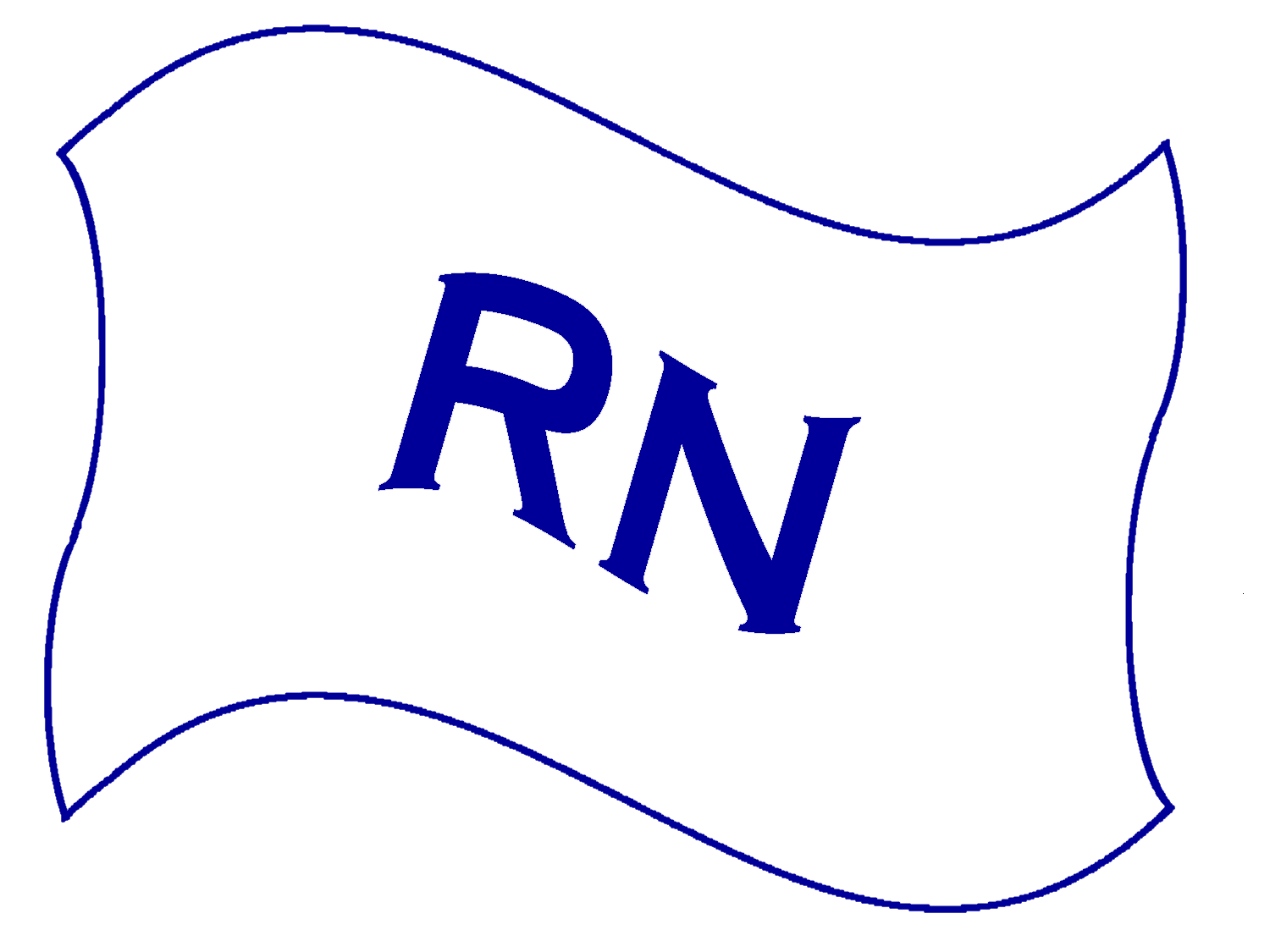
Флаг Никарагуанского сопротивления

Никарагуанское сопротивление (исп. Resistencia Nicaragüense, RN) — коалиция никарагуанской антисандинистской оппозиции (Контрас), созданная в мае 1987 года. Действовало на завершающем этапе гражданской войны. Являлось наиболее эффективным объединительным проектом контрас. В марте 1988 года заключило мирное Соглашение Сапоа с правительством «Сандинистского фронта национального освобождения» (СФНО).

## Консолидация никарагуанской оппозиции
Попытки объединения политических сил, противостоящих режиму СФНО, предпринимались с начала 1980-х. Крупнейшей и наиболее активной оппозиционной структурой являлись Никарагуанские демократические силы (FDN), развернувшие вооружённую борьбу на Северном фронте с плацдарма в Гондурасе. Южный фронт держал Революционно-демократический альянс (ARDE) с территории Коста-Рики. Вооружённое сопротивление сандинистскому режиму оказывали ополчения индейцев мискито MISURASATA и MISURA/KISAN. К невооружённой оппозиции относились структуры Никарагуанской демократической координации (предпринимательские объединения, профсоюзы, центристские партии), социал-либеральное Никарагуанское демократическое движение (MDN) и даже никарагуанские социалисты и коммунисты, не включённые в систему правящего СФНО.
Весной 1985 года FDN, MDN, KISAN и представители центристов при поддержке администрации США учредили Объединённую никарагуанскую оппозицию (UNO). Однако примерно через полтора года UNO распалась из-за острых противоречий между участниками.
В целом военно-политическая ситуация 1987 года менялась в пользу контрас. Это практически сразу после распада UNO побудило к новому объединению — RN.

## Структура и руководство

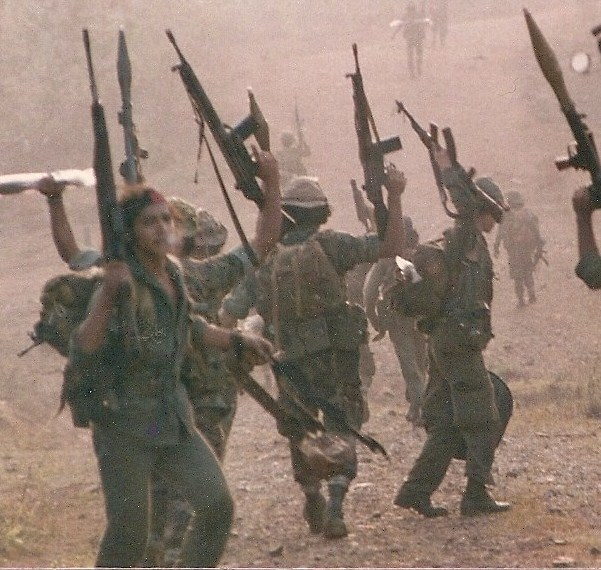
Боевое соединение FDN и ARDE на юге Никарагуа, 1987 год

Руководящими органами Никарагуанского сопротивления являлись ассамблея из 54 представителей входящих к коалицию организаций и исполнительная дирекция из 7 человек. Наиболее влиятельными руководителями RN были Адольфо Калеро и Аристидес Санчес (Никарагуанские демократические силы, FDN). Де-факто к руководству RN принадлежал командир вооружённых формирований контрас на Северном фронте Энрике Бермудес. Штаб вооружённых сил RN возглавлял полевой командир FDN Исраэль Галеано.
В руководство RN входили также Альфонсо Робело (Никарагуанское демократическое движение), Асусена Феррей (Социал-христианская партия), Педро Хоакин Чаморро-младший (консервативно-либеральное направление), Альфредо Сезар (бывший сандинист). Оставалось вакантным место, отведённое антиправительственной организации индейцев мискито YATAMA.
Создание RN явилось последним и наиболее успешным объединительным проектом контрас. Из крупных антисандинистских структур вне его рамок оставался только ARDE, но и он координировал военные операции и политические требования с RN.
В противостоянии с правительством СФНО оппозиция выступала в формате плюралистичного, но консолидированного альянса. При этом контроль над основными военными, организационными и финансовыми ресурсами в основном оставался за Triángulo de Hierro — «Железным треугольником» в составе Калеро, Санчеса, Бермудеса.

## Война и примирение
В марте 1988 года, после активного военного наступления, RN — прежде всего в лице Калеро — вступило в мирные переговоры с правительством СФНО. По их итогам было подписано Соглашение Сапоа, предусматривавшее прекращение огня, амнистию, национальный диалог и проведение свободных выборов. Гражданская война в Никарагуа завершилась.